# Gigors-et-Lozeron
Pour les articles homonymes, voir Gigors, dans les Alpes-de-Haute-Provence..
Gigors-et-Lozeron [ʒiɡɔʁ e lozʁɔ̃] est une commune française située dans le département de la Drôme, en région Auvergne-Rhône-Alpes.

## Géographie

### Localisation
Gigors-et-Lozeron est à 15 km au nord-est de Crest.

### Climat
Pour des articles plus généraux, voir Climat d'Auvergne-Rhône-Alpes et Climat de la Drôme.
En 2010, le climat de la commune est de type climat méditerranéen altéré, selon une étude du CNRS s'appuyant sur une série de données couvrant la période 1971-2000. En 2020, Météo-France publie une typologie des climats de la France métropolitaine dans laquelle la commune est exposée à un climat de montagne ou de marges de montagne et est dans une zone de transition entre les régions climatiques « Moyenne vallée du Rhône » et « Alpes du sud ». 
Pour la période 1971-2000, la température annuelle moyenne est de 11,5 °C, avec une amplitude thermique annuelle de 17,2 °C. Le cumul annuel moyen de précipitations est de 1 012 mm, avec 8,8 jours de précipitations en janvier et 5,1 jours en juillet. Pour la période 1991-2020, la température moyenne annuelle observée sur la station météorologique de Météo-France la plus proche, « Beaufort-S-Gervanne »sur la commune de Beaufort-sur-Gervanne à 3 km à vol d'oiseau, est de 12,8 °C et le cumul annuel moyen de précipitations est de 936,4 mm,. Pour l'avenir, les paramètres climatiques de la commune estimés pour 2050 selon différents scénarios d'émission de gaz à effet de serre sont consultables sur un site dédié publié par Météo-France en novembre 2022.

### Voies de communication et transports
Le territoire communale est traversé par les routes départementales 731 (RD731) et 732 (RD732).

## Urbanisme

### Typologie
Au 1er janvier 2024, Gigors-et-Lozeron est catégorisée commune rurale à habitat très dispersé, selon la nouvelle grille communale de densité à 7 niveaux définie par l'Insee en 2022.
Elle est située hors unité urbaine. Par ailleurs la commune fait partie de l'aire d'attraction de Crest, dont elle est une commune de la couronne,. Cette aire, qui regroupe 17 communes, est catégorisée dans les aires de moins de 50 000 habitants,.

### Occupation des sols
L'occupation des sols de la commune, telle qu'elle ressort de la base de données européenne d’occupation biophysique des sols Corine Land Cover (CLC), est marquée par l'importance des forêts et milieux semi-naturels (73,2 % en 2018), en diminution par rapport à 1990 (78,7 %). La répartition détaillée en 2018 est la suivante : 
forêts (59,4 %), prairies (14,4 %), milieux à végétation arbustive et/ou herbacée (13,8 %), zones agricoles hétérogènes (8,8 %), terres arables (3,6 %). L'évolution de l’occupation des sols de la commune et de ses infrastructures peut être observée sur les différentes représentations cartographiques du territoire : la carte de Cassini (XVIIIe siècle), la carte d'état-major (1820-1866) et les cartes ou photos aériennes de l'IGN pour la période actuelle (1950 à aujourd'hui).

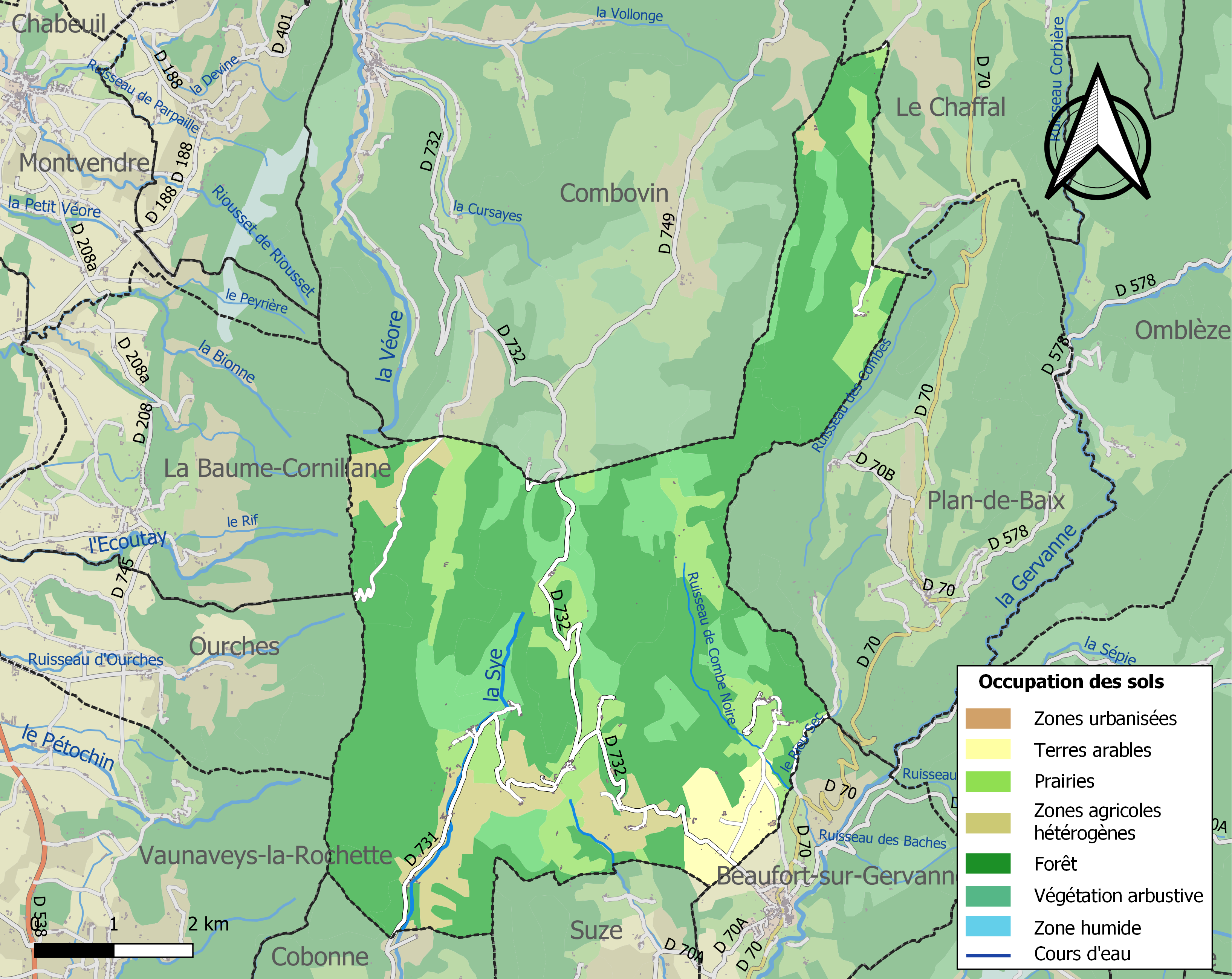
Carte des infrastructures et de l'occupation des sols de la commune en 2018 (CLC).

### Morphologie urbaine
Village perché.

#### Quartiers, hameaux et lieux-dits
Site Géoportail (carte IGN) :
- Baraque de Lévêque
- Barine
- Belon
- Boussière
- Bouvet
- Charchauve
- Chastel
- Ferme Tillon
- Gambetta
- Gigors (mairie)
- Gresse
- Jean Fave
- la Charousse
- la Moutine
- la Rivière
- le Procureur
- les Bérangers
- les Blaches
- les Bourbous
- les Chaux
- les Coutils
- les Fonts
- les Fouguets
- les Frédières
- les Gauthiers
- les Michaux
- les Peupliers
- les Rolands
- les Sorbières
- les Vignes
- Lozeron
- Paruel
- Perrache
- Pétavin
- Peyraud
- Rabisson
- Rama
- Sagnol
- Trois Prés

## Toponymie

### Attestations
Gigors
Dictionnaire topographique du département de la Drôme :
- 1163 : castrum de Gigorz (cartulaire de Die, 85).
- 1212 : Gigorns (cartulaire de Léoncel, 74).
- 1244 : Guigorns (cartulaire de Léoncel, 134).
- 1258 : Gigorium (cartulaire de Léoncel, 190).
- 1262 : Gigort (cartulaire de Léoncel, 207).
- 1302 : Guigorcium (cartulaire de Léoncel, 296).
- XIVe siècle : mention du prieuré : prioratus de Gigorcio (pouillé de Die).
- 1449 : mention du prieuré : prioratus de Gigorciaco (pouillé historique).
- 1509 : mention de l'église Saint-Pierre : ecclesia parrochialis Sancti Petri de Gigorio (visites épiscopales).
- 1516 : mention de la paroisse : cura de Gigortio (rôle de décimes).
- 1516 : mention du prieuré : prioratus de Gigortio (rôle de décimes).
- 1576 : mention du prieuré : prioratus Gigorcii (rôle de décimes).
- 1650 : Gigor (inventaire de Saint-Apollinaire, 800).
- 1891 : Gigors, commune du canton de Crest-Nord.

En 1920, la commune prend le nom de Gigors-et-Lozeron.
Lozeron
Dictionnaire topographique du département de la Drôme :
- 1295 : al Auseron (cartulaire de Léoncel, 289).
- 1529 : Louzeron (archives hospitalières de Crest, B 11).
- 1654 : locus Lauzeroni (registre paroissial de Saou).
- 1773 : Lozeron (archives de la Drôme, E 1114).
- 1891 : Lauzeron, hameau et quartier de la commune de Gigors.

En 1920, le nom du hameau est associé à celui de la commune : Lozeron.

### Étymologie
Gigors
Lozeron

## Histoire
Pour un article plus général, voir Histoire de la Drôme.

### Du Moyen Âge à la Révolution
La seigneurie :
- Au point de vue féodal, Gigors était une terre premièrement possédée par une famille de son nom.
- 1288 : possession des comtes de Valentinois.
- 1419 : terre domaniale.
- 1521 : vendue (sous faculté de rachat) aux Clermont-Montoison et aux Eurre.
- 1645 : vendue aux Arbalestier.
- Passe (par héritage) aux (du) Truchet.
- 1732 : fait partie de la dot d'une fille Truchet mariée chez les Vogüé.
- 1739 : vendue aux Clerc de Ladevèze, derniers seigneurs.

XVIIIe siècle : deux péages sont mentionnés.
Avant 1790, Gigors était une communauté de l'élection de Montélimar, subdélégation et sénéchaussée de Crest.

Elle formait une paroisse du diocèse de Die, dont l'église, dédiée à saint Pierre, était celle d'un prieuré de l'ordre de Cluny - de la dépendance de celui de Lagrand (Hautes-Alpes) - connu dès 1169, et dont le titulaire était collateur et décimateur dans les paroisses de Gigors et de Cobonne :

### De la Révolution à nos jours
En 1790, la commune de Gigors est comprise dans le canton du Plan-de-Baix. La réorganisation de l'an VIII (1799-1800) la fait entrer dans celui de Crest-Nord :
Des traces d'impact de balles datant de la Deuxième Guerre Mondiale sont toujours visibles sur la route de Cobonne à environ 5 km du village, au lieu-dit Les Gauthiers, sur le petit pont au milieu du hameau[réf. nécessaire].

## Politique et administration

### Liste des maires
| Période                                                                      | Période                    | Identité                          | Étiquette        | Qualité |
| ---------------------------------------------------------------------------- | -------------------------- | --------------------------------- | ---------------- | ------- |
| Les données manquantes sont à compléter. : de la Révolution au Second Empire |                            |                                   |                  |         |
| 1790                                                                         | 1871                       | ?                                 |                  |         |
| Les données manquantes sont à compléter. : depuis la fin du Second Empire    |                            |                                   |                  |         |
| 1871                                                                         | 1874                       | ?                                 |                  |         |
| 1874                                                                         | 1878                       | ?                                 |                  |         |
| 1878                                                                         | 1884                       | ?                                 |                  |         |
| 1884                                                                         | 1888                       | ?                                 |                  |         |
| 1888                                                                         | 1892                       | ?                                 |                  |         |
| 1892                                                                         | 1896                       | ?                                 |                  |         |
| 1896                                                                         | 1900                       | ?                                 |                  |         |
| 1900                                                                         | 1904                       | ?                                 |                  |         |
| 1904                                                                         | 1908                       | ?                                 |                  |         |
| 1908                                                                         | 1912                       | ?                                 |                  |         |
| 1912                                                                         | 1919                       | ?                                 |                  |         |
| 1919                                                                         | 1925                       | ?                                 |                  |         |
| 1925                                                                         | 1929                       | ?                                 |                  |         |
| 1929                                                                         | 1935                       | ?                                 |                  |         |
| 1935                                                                         | 1945                       | ?                                 |                  |         |
| 1945                                                                         | 1947                       | ?                                 |                  |         |
| 1947                                                                         | 1953                       | ?                                 |                  |         |
| 1953                                                                         | 1959                       | ?                                 |                  |         |
| 1959                                                                         | 1965                       | ?                                 |                  |         |
| 1965                                                                         | 1971                       | ?                                 |                  |         |
| 1971                                                                         | 1977                       | ?                                 |                  |         |
| 1977                                                                         | 1983                       | ?                                 |                  |         |
| 1983                                                                         | 1989                       | Suzanne Descroix                  |                  |         |
| 1989                                                                         | 1995                       | Jean Descroix                     |                  |         |
| 1995                                                                         | 2001                       | ?                                 |                  |         |
| 2001                                                                         | 2008                       | ?                                 |                  |         |
| 2008                                                                         | 2011                       | Noël Sauret                       |                  |         |
| 2011 (janv.) (élection ?)                                                    | 2014                       | Carole Thourigny                  |                  |         |
| 2014                                                                         | 2020                       | Béatrice Martin                   | (sans étiquette) | Cadre   |
| 2020                                                                         | En cours (au 29 mars 2021) | David Garayt[source insuffisante] |                  |         |

## Population et société

### Démographie
L'évolution du nombre d'habitants est connue à travers les recensements de la population effectués dans la commune depuis 1793. Pour les communes de moins de 10 000 habitants, une enquête de recensement portant sur toute la population est réalisée tous les cinq ans, les populations de référence des années intermédiaires étant quant à elles estimées par interpolation ou extrapolation. Pour la commune, le premier recensement exhaustif entrant dans le cadre du nouveau dispositif a été réalisé en 2008.

En 2022, la commune comptait 219 habitants, en évolution de +23,03 % par rapport à 2016 (Drôme : +2,64 %, France hors Mayotte : +2,11 %).
| 1793 | 1800 | 1806 | 1821 | 1831 | 1836 | 1841 | 1846 | 1851 |
| ---- | ---- | ---- | ---- | ---- | ---- | ---- | ---- | ---- |
| 400  | 460  | 635  | 687  | 671  | 650  | 648  | 606  | 602  |

| 1856 | 1861 | 1866 | 1872 | 1876 | 1881 | 1886 | 1891 | 1896 |
| ---- | ---- | ---- | ---- | ---- | ---- | ---- | ---- | ---- |
| 578  | 569  | 568  | 552  | 528  | 478  | 465  | 423  | 402  |

| 1901 | 1906 | 1911 | 1921 | 1926 | 1931 | 1936 | 1946 | 1954 |
| ---- | ---- | ---- | ---- | ---- | ---- | ---- | ---- | ---- |
| 380  | 394  | 364  | 301  | 260  | 231  | 210  | 182  | 181  |

| 1962 | 1968 | 1975 | 1982 | 1990 | 1999 | 2006 | 2008 | 2013 |
| ---- | ---- | ---- | ---- | ---- | ---- | ---- | ---- | ---- |
| 138  | 137  | 128  | 126  | 135  | 156  | 164  | 166  | 165  |

| 2018 | 2022 | - | - | - | - | - | - | - |
| ---- | ---- | - | - | - | - | - | - | - |
| 208  | 219  | - | - | - | - | - | - | - |

### Enseignement
La commune relève de l'académie de Grenoble.

### Manifestations culturelles et festivités
- Fête : le deuxième dimanche de juillet[12].

### Médias
Le territoire de la commune se situe dans l'aire de diffusion de plusieurs médias :
- Presse écrite
  - Le Dauphiné libéré, quotidien régional qui consacre, chaque jour, y compris le dimanche, dans son édition de « Valence-Drôme » un ou plusieurs articles à l'actualité du canton et de la commune, ainsi que des informations sur les éventuelles manifestations locales, les travaux routiers, et autres événements divers à caractère local.
  - L'Agriculture Drômoise, journal d'informations agricoles et rurales, couvre l'ensemble du département de la Drôme.
  - Drôme Hebdo (ancien Peuple Libre), hebdomadaire chrétien d'informations.
- Presse audio-visuelle
  - Ici Drôme Ardèche est une radio publique diffusée sur tout le territoire du département de la Drome.

## Économie

### Agriculture
En 1992 : pâturages (ovins, caprins), volailles.

## Culture locale et patrimoine

### Lieux et monuments
- Ruines du vieux village et du château de Gigors[12].

Au sommet du rocher, ruines de deux tours et d'un donjon rectangulaire du XIIe siècle. Chapelle castrale à l'extrémité du rocher[réf. nécessaire].
- Église romane isolée : clocher carré central[12]. L'édifice a été inscrit au titre des monuments historique en 1978[21].
- Église Saint-Pierre, de style roman du Ve siècle à l'entrée du village de Gigors[réf. nécessaire].

### Héraldique, logotype et devise
|  | Gigors-et-Lozeron possède des armoiries dont l'origine et le blasonnement exact ne sont pas disponibles. |